# Patlabor 2 – The Movie
Patlabor 2 – The Movie (jap. 機動警察パトレイバー2 the Movie, Kidō keisatsu patorebā 2 the Movie) ist ein Anime-Film aus dem Jahr 1993, der wie auch sein Vorgänger Patlabor 1 auf einer Manga-Serie von Masami Yūki basiert. Regie bei dem Science-Fiction-Film führte, wie auch schon beim ersten Film, Mamoru Oshii. Die Animationen stammen von Production I.G.

## Handlung
In Japan ungefähr im Jahre 2000 werden spezielle Roboter vom Militär, von der Polizei oder im Hochhausbau eingesetzt. Diese Roboter werden Labors genannt, im Falle der Polizei werden sie Patlabors genannt (kurz für Patrouille Labors). 
Es wird ein Anschlag auf die Yokohama Bay Bridge mit einer Rakete verübt. Da auf zufälligen Videoaufnahmen von Passanten ein Militärflugzeug zu sehen ist, fällt der Verdacht zunächst auf das Militär. Arakawa, Offizier der Armee für unabhängige Untersuchungen, bringt der Polizei genauere Geheimdienstinformationen: Sie deuten auf eine japanisch-US-amerikanische Organisation namens „Familie zur nationalen Verteidigung“ hin. Auch das Flugzeug war ein amerikanischer Kampfflieger, da jedoch eindeutige Beweise fehlen und die Amerikaner öffentlich alles abstreiten, steht die japanische Luftwaffe als einzig Schuldiger da. Als die Polizei nach einem weiteren Vorfall, einem per Computer fingierten Angriff auf Tokio, einen Fliegerhorst umstellt, droht ein Bürgerkrieg. Es folgen weitere Angriffe auf Brücken und ein Schein-Giftgasangriff in Tokio mit Kampfhubschraubern und Zeppelinen.
Captain Kiichi Gotoh fällt auf, dass das Ganze zwar wie ein Militärputsch aussieht, aber niemand die Verantwortung übernommen oder Forderungen gestellt hat. Auch hat die Regierung regierungstreue Truppen in entscheidende Stellen gebracht. Ein Putsch ist damit aussichtslos.
Arakawa bringt den entscheidenden Hinweis, den er über einen amerikanischen Geheimdienst erhalten hat: Die Operationszentrale der Täter. Gotoh fällt nun auf, dass Arakawa von Anfang an zu gut informiert ist. Offenbar gehört er auch zur „Familie zur nationalen Verteidigung“, hat sich aber mit ihnen zerstritten und versucht nun sie aufzuhalten, ohne dabei selbst überführt zu werden. Arakawa wird verhaftet und die Operationszentrale gestürmt.

## Synchronisation
| Rolle           | Japanischer Sprecher (Seiyū) | Deutscher Sprecher |
| --------------- | ---------------------------- | ------------------ |
| Asuma Shinohara | Toshio Furukawa              | Daniel Werner      |
| Kiichi Goto     | Ryûnosuke Ôbayashi           | Volker Brandt      |
| Matsui          | Tomomichi Nishimura          | Stefan Schleberger |
| Noah Izumi      | Mîna Tominaga                | Ilya Welter        |
| Shigeki Arakawa | Naoto Takenaka               | Hans Bayer         |
| Yukihito Tsuge  | Jinpachi Nezu                | Heinz Ostermann    |

## Veröffentlichung
Der Film kam am 7. August 1993 in die japanischen Kinos. Später erschien er in mehreren Ländern auf VHS und DVD. In Japan sind auch Veröffentlichungen auf HD DVD und Blu-ray Disc erschienen. In Deutschland veröffentlichte Panini Video die DVD im Januar 2005.